# Leopardo-de-zanzibar
Leopardo-de-zanzibar (nome científico: Panthera pardus adersi), é uma subespécie de leopardo, possivelmente extinta, endêmica da ilha de Unguja no arquipélago de Zanzibar, que atualmente faz parte da Tanzânia na costa oriental (Oceano Índico) do Continente Africano.
Embora a espécie seja listada como extinta há 25 anos, um leopardo-de-zanzibar foi filmado por uma armadilha fotográfica em 3 de junho de 2018 pelo biólogo Forrest Galante na seu novo seriado Extinct or Alive no Animal Planet.

## Extinção
O crescente conflito entre a população humana e os leopardos no século XX levou à sua demonização e extermínio deliberado. As tentativas de desenvolver um programa de conservação dos leopardos de Zanzibar em meados da década de 1990 foram abandonados quando vários investigadores chegaram à conclusão de que havia pouca esperança de sobrevivência a longo prazo da espécie.
O leopardo-de-zanzibar é dado como extinto, porém os habitantes da ilha de Unguja continuam afirmando terem visto leopardos e os acusam de estar matando seu gado.

## História evolutiva
A história evolutiva do leopardo-de-zanzibar é similar a outras espécies animais endêmicas de Unguja como a gineta de Zanzibar (viverrídae) ou o colobo-vermelho-de-zanzibar (primata - Procolobus kirkii). Acredita-se que o leopardo-de-zanzibar evoluiu em seu isolamento diferenciando-se do resto das subespécies de leopardo africano, ao menos desde o fim da última Era do Gelo, quando a ilha de Unguja se separou do continente africano e se elevou acima do nível do mar. As condições locais deram lugar à evolução de uma subespécie de leopardo menor que seus parentes continentais e uma mudança no desenho da pelagem, com manchas menores e numerosas quase esfumaçadas sobre o fundo.

## Biologia e comportamento
A biologia e comportamento do leopardo-de-zanzibar tem sido escassamente estudadas. Só se dispõem de seis peles e exemplares dissecados em museus, incluindo o exposto no Museu de História Natural de Londres e um espécime muito mais antigo no Museu de Zanzibar.  O leopardo-de-zanzibar nunca foi estudado na natureza e a última ocasião em que um investigador afirmou avistar um foi no principio da década de 1980. A maioria dos zoólogos presume que o leopardo-de-zanzibar atualmente se encontra extinto ou quase extinto. Entretanto, segundo informes do governo de Zanzibar, alguns leopardos foram caçados no meio da década de 1990, e os habitantes de Unguja continuam afirmando ter visto leopardos e os acusam de matar seu gado.